# John Beltran
John Beltran (* 4. März 1969) ist ein US-amerikanischer Techno- und Ambient-Musiker aus Michigan. Er veröffentlichte auch unter Pseudonymen wie Placid Angles, Nostalgic und Sol Set. Seine Platten erschienen unter anderem auf den Labels R&S Records und Peacefrog Records.

## Leben
Der 1969 geborene Beltran veröffentlichte ab 1991 erste Platten, zunächst in Zusammenarbeit mit Open House (Mark Wilson) und unter dem Pseudonym Placid Angles. Diese Veröffentlichungen erschienen auf Carl Craigs Retroactive Label. Nach weiteren Veröffentlichungen auf den US-Labels in den frühen 1990er Jahren erschien sein Debütalbum Earth and Nightfall 1995 auf dem belgischen Label R&S Records. Das zweite Album Ten Days of Blue, mit dem er sich auch international in der Ambient-Szene einen Namen machte und das sein erfolgreichstes Werk blieb, folgte ein Jahr später auf Peacefrog Records.
Ab 1997 nutzte er kurzzeitig wieder das Pseudonym Placid Angles. 1999 veröffentlichte er mit Sam McQueen und Seth Taylor unter dem Projektnamen Indio ein Album auf Transmat.
Im Jahr 2002 veröffentlichte er mit Americano und Sun Gypsy zwei Alben unter seinem bürgerlichen Namen. Nach der Veröffentlichung der Alben Full Color (2004) und Human Engine (2006) reduzierte Beltran die Zahl seiner Produktionen. In den nächsten Jahren erschienen überwiegend 12″-Singles.
2011 erschien die Beautiful Robots EP auf Styrax Records und das Best-Of-Album Ambient Selections 1995–2011 auf Delsin Records. Mit dem 2013 ebenfalls auf Delsin veröffentlichten Album Amazing Things wandte Beltran sich verstärkt IDM zu. 2015 erschien das Ambient-Album Espais.
Beltran lebt in Lansing, Michigan.

## Diskografie (Alben)
- 1995: John Beltran – Earth and Nightfall (R&S Records)
- 1996: John Beltran – Ten Days of Blue (Peacefrog Records)
- 1997: Placid Angles – The Cry (Peacefrog Records)
- 1997: John Beltran – Moving Through Here (Apollo)
- 2002: John Beltran – Americano (Exceptional)
- 2002: John Beltran – Sun Gypsy (Ubiquity Records)
- 2004: John Beltran – In Full Color (Ubiquity Records)
- 2006: John Beltran – Human Engine (Milan Records)
- 2011: John Beltran – Ambient Selections 1995–2011 (Compilation, Delsin Records)
- 2013: John Beltran – Amazing Things (Delsin Records)
- 2015: John Beltran – Espais (Delsin Records)
- 2016: John Beltran – Everything at Once (Delsin Records)
- 2017: John Beltran – Moth (De:tuned)
- 2019: John Beltran – Hallo Androiden (Blue Arts Music)
- 2019: Placid Angles – First Blue Sky (Magicwire)
- 2021: John Beltran – Aesthete (Furthur Electronix)
- 2019: Placid Angles – Touch the Earth (Figure)
- 2022: Sol Set – Olá de Novo (All Good Music)
- 2023: John Beltran Project – Serendipia (Oath)